# Natalio Botana
Natalio Rafael Botana (Buenos Aires, 2 de abril de 1937) es un politólogo e historiador argentino. Es el presidente de la Academia Nacional de la Historia de la República Argentina desde 2021.

## Biografía
Obtuvo el doctorado en Ciencias Políticas y Sociales por la Universidad de Lovaina y fue profesor de la Universidad Complutense, la Universidad de Oxford y la Universidad Torcuato Di Tella, entre otras.
En 1979 obtuvo la Beca Guggenheim y en 1995 el "Premio Consagración Nacional en Historia y Ciencias Sociales" (Argentina). Obtuvo dos Premios Konex de Platino en la disciplina Ensayo Político, en 1994 y 2004. En 2010, la Legislatura de la Ciudad de Buenos Aires lo declaró ciudadano ilustre de la Ciudad de Buenos Aires.
Es colaborador habitual del diario La Nación, miembro fundador de la Fundación Círculo de Montevideo, presidida por Julio María Sanguinetti y miembro titular de la Academia Nacional de la Historia de la República Argentina, presidente de la misma desde 2021. 
La Academia Nacional de Periodismo de Argentina le entregó el premio Pluma de Honor en 2016 «en mérito a su larga y destacada trayectoria en defensa de la Constitución Nacional y los valores republicanos, tanto desde la investigación histórica, la cátedra y la actividad académica como desde el periodismo».
Es sobrino del periodista uruguayo Natalio Félix Botana.

## Obra
- 1968: La légitimité, problème politique
- 1973: El régimen militar: 1966-1973 (con Rafael Braun y Carlos Floria).
- 1974: El orden conservador. La política argentina entre 1880 y 1916[6]
- 1975: "La ciencia y la tecnología en el desarrollo futuro de América Latina" (con Jorge Sabato) en El pensamiento latinoamericano en la problemática ciencia - tecnología - desarrollo - dependencia
- 1984: La tradición republicana. Alberdi, Sarmiento y las ideas políticas de su tiempo
- 1985: La Argentina electoral
- 1991: La libertad política y su historia
- 1995: Diálogos con la historia y la política (con Félix Luna).
- 1996: Domingo Faustino Sarmiento: una aventura republicana (con Ezequiel Gallo).
- 1997: De la República posible a la República verdadera (con Ezequiel Gallo).
- 1998: El siglo de la libertad y el miedo
- 2002: La República vacilante: entre la furia y la razón. (con Analía Roffo)
- 2004: El horizonte del nuevo siglo (con Juan-Yes Calvez.
- 2006: Poder y hegemonía. El régimen político después de la crisis
- 2013: Liberal Thought in Argentina 1837-1940 (con Ezequiel Gallo)
- 2016: Repúblicas y monarquías : la encrucijada de la independencia[6]
- 2019: La libertad, el poder y la historia (con Fernando Rocchi)
- 2022: La libertad política y su historia. [6]
- 2024: La Experiencia Democrática: 40 Años de Luces y Sombras

## Premios y reconocimientos
- Beca Guggenheim. 1979-1980.[2]
- Doctor honoris causa. Universidad Nacional de Salta. 2007.[2]
- Miembro de número. Academia Nacional de Ciencias Morales y Políticas[1]
- Premio Konex. Ciencias políticas. 1986.[7]
- Premio Consagración Nacional en Historia y Ciencias Sociales.[7] 1995.
- Premio Konex de Platino, Letras, Ensayo político 2004.[7]
- Ciudadano ilustre. Legislatura de la Ciudad Autónoma de Buenos Aires. 2010.[2]
- Premio Konex de Platino, Letras, Ensayo político  2014.[7]
- Profesor emérito. Universidad Torcuato Di Tella[5]
- Doctor honoris causa. Universidad Nacional de Rosario. 2016.[2]
- Pluma de Honor. Academia Nacional de Periodismo. 2016.[4]
- Doctor honoris causa. Universidad Nacional de Cuyo. 2021.[2]